# Il poeta e il contadino/E la vita, la vita
Il poeta e il contadino/E la vita, la vita è la sesta raccolta del duo italiano Cochi e Renato, pubblicata nel 2012.

## Descrizione
Si tratta della prima ristampa in assoluto dei primi due album in studio di Cochi e Renato degli anni settanta, pubblicati originalmente per l'etichetta discografica Derby, raccolti in un unico CD pubblicato dall'etichetta Rhino Records nella collana Rhino Collection - 2 LP in un CD nel 2000 con numero di catalogo 5052498-9945-5-7.

## Tracce
1. Canzone intelligente
2. La cosa
3. Gli indiani
4. Siamo ancora in tempo
5. La gallina
6. A me mi piace il mare
7. Il reduce
8. Il piantatore di pellame
9. El porompompero
10. Come porti i capelli bella bionda
11. La solita predica
12. E gira il mondo
13. E la vita la vita
14. Supermarket
15. Mamma vado a voghera
16. O' mangià el pes
17. La tanghera
18. Il bonzo

## Crediti
- Cochi Ponzoni - voce, chitarra
- Renato Pozzetto - voce, chitarra
- Enzo Jannacci - voce, arrangiamenti, direzione artistica
- Achille Manzotti - produzione discografica

## Edizioni
- Il poeta e il contadino/E la vita, la vita (Rhino Records, 5052498-9945-5-7, CD)